# Terence McGovern
Terence McGovern (Berkeley, 11 maggio 1942) è un attore e doppiatore statunitense.

## Biografia
Figlio dell'attore Roger McGovern, ha iniziato a lavorare come doppiatore nel 1971 e come attore a partire dal 1973.
Come doppiatore ha prestato la voce al personaggio di Jet McQuack, ma è stato arrivo soprattutto nel campo del doppiaggio di videogiochi.

## Filmografia parziale
- Mrs. Doubtfire - Mammo per sempre (Mrs. Doubtfire), regia di Chris Columbus (1993)
- Nine Months - Imprevisti d'amore (Nine Months), regia di Chris Columbus (1995)

## Doppiaggio
- DuckTales - Avventure di paperi (1987-1990)
- Zio Paperone alla ricerca della lampada perduta (1990)
- Darkwing Duck (1991-1992)
- House of Mouse - Il Topoclub (2001-2003)

## Doppiatori italiani
- Roberto Pedicini in DuckTales - Avventure di paperi (ep.79-80), Darkwing Duck, House of Mouse - Il Topoclub
- Carlo Reali in DuckTales - Avventure di paperi, Zio Paperone alla ricerca della lampada perduta